# ITF Incheon Women's Challenger Tennis 2011
L'ITF Incheon Women's Challenger Tennis 2011 è stato un torneo di tennis facente parte della categoria ITF Women's Circuit nell'ambito dell'ITF Women's Circuit 2011. Il torneo si è giocato a Incheon in Corea del Sud dall'11 al 17 aprile 2011 su campi in cemento e aveva un montepremi di $25,000.

## Vincitori

### Singolare
Kim So-jung ha battuto in finale  Lee Jin-a con il punteggio di 2–6, 6–3, 6–1

### Doppio
Han Sung-hee /  Hong Hyun-hui hanno battuto in finale  Kao Shao-yuan /  Varatchaya Wongteanchai con il punteggio di 6–3, 7–6(3)